# Kathleen Ellis
Kathleen Ellis (Indianapolis, Indiana, 28. studenog 1946.) je bivša američka plivačica.
Dvostruka je olimpijska pobjednica u plivanju.